# Semnopithecus hector
L'entello del Tarai (Semnopithecus hector Pocock, 1928) è un primate catarrino della famiglia dei cercopitecidi, per la precisione appartenente alla tribù dei Presbytini, nell'ambito della sottofamiglia dei Colobinae.
Occupa un areale che va dal Kumaun, in India settentrionale, al Distretto di Hazaria, in Nepal. Predilige le zone di foresta pluviale, ma lo si trova con facilità in una varietà di ambienti, dalla boscaglia al limitare dei boschi alle aree antropizzate, dove approfitta della sacralità conferitagli dalla religione induista per compiere scorribande e razziare le case alla ricerca di cibo.
È una delle tre specie di entello (insieme a Semnopithecus ajax e Semnopithecus priam), a prendere il nome dai personaggi dell'Iliade.
Poco o niente si sa delle abitudini di questi animali, essendo stati a lungo considerati una sottospecie di Semnopithecus entellus e per questo motivo tralasciati a favore di studi che contemplassero l'intera specie, piuttosto che le sue varianti locali. Tuttavia, si ritiene che le sue abitudini non si differenzino molto da quelle delle specie congeneri, che hanno abitudini diurne, vivono in gruppi a composizione mista (sia pure con tendenza da parte dei maschi a formare degli harem) e passano più o meno lo stesso tempo a terra e fra gli alberi.
Si nutrono principalmente di materiale vegetale, come foglie, fiori e frutti, tuttavia non disdegnano di mangiare anche uova o piccoli invertebrati, od ancora alimenti preparati dall'uomo, come pane e similari.